# Puccinia kansensis
Puccinia kansensis ist eine Ständerpilzart aus der Ordnung der Rostpilze (Pucciniales). Der Pilz ist ein Endoparasit von Blasenkirschen sowie des Süßgrases Buchloe dactyloides. Symptome des Befalls durch die Art sind Rostflecken und Pusteln auf den Blattoberflächen der Wirtspflanzen. Sie ist in Nordamerika verbreitet.

## Merkmale

### Makroskopische Merkmale
Puccinia kansensis ist mit bloßem Auge nur anhand der auf der Oberfläche des Wirtes hervortretenden Sporenlager zu erkennen. Sie wachsen in Nestern, die als gelbliche bis braune Flecken und Pusteln auf den Blattoberflächen erscheinen.

### Mikroskopische Merkmale
Das Myzel von Puccinia kansensis wächst wie bei allen Puccinia-Arten interzellulär und bildet Saugfäden, die in das Speichergewebe des Wirtes wachsen. Die systemisch wachsenden Aecien der Art besitzen 16–24 × 14–19 µm große, hyaline Aeciosporen. Die gelblichen Uredien der Art wachsen meist oberseitig auf den Blättern der Wirtspflanze. Ihre hyalinen Uredosporen sind für gewöhnlich kugelig, 17–22 × 15–18 µm groß und fein stachelwarzig. Die meist blattunterseitig wachsenden Telien der Art sind schwarz, pulverig und früh unbedeckt. Die haselnussbraunen Teliosporen des Pilzes sind zweizellig, in der Regel langellipsoid und 23–30 × 17–22 µm groß. Ihre Stiele sind farblos und bis zu 30 µm lang.

## Verbreitung
Das bekannte Verbreitungsgebiet von Puccinia kansensis reicht von Nebraska bis nach Mexiko.

## Ökologie
Die Wirtspflanzen von Puccinia kansensis sind für den Haplonten Blasenkirschen (Physalis spp.) sowie Buchloe dactyloides für den Dikaryonten. Der Pilz ernährt sich von den im Speichergewebe der Pflanzen vorhandenen Nährstoffen, seine Sporenlager brechen später durch die Blattoberfläche und setzen Sporen frei. Die Art verfügt über einen Entwicklungszyklus mit Telien, Uredien, Spermogonien und Aecien und macht einen Wirtswechsel durch.